# Anfield (Novo Brunswick)
Anfield é uma comunidade localizada na província canadense de New Brunswick. Era conhecida com Bungalow Farm até 1916.
Localização de Anfield em Novo Brunswick
46° 55' 35" N 67° 30' 43" W{{{latG}}}° {{{latM}}}' {{{latS}}}" {{{latP}}} {{{lonG}}}° {{{lonM}}}' {{{lonS}}}